# Wig Wam
I Wig Wam sono una glam metal band norvegese, sullo stile delle hair band statunitensi degli anni ottanta.

## Eurofestival
Dopo essere arrivati terzi nel 2004 alla preselezione norvegese al Melodi Grand Prix con Crazy Things e dopo aver vinto l'anno seguente, hanno rappresentato la Norvegia all'Eurovision Song Contest 2005. Con la canzone In My Dreams, scritta dal chitarrista Teeny, si sono classificati al nono posto. Il loro slogan è: "Rock'n'Roll is the new schläger" (trad. Il rock'n' roll è il nuovo successo).
Il loro ultimo album trainato dal singolo In My Dreams è primo in classifica in Norvegia, Islanda, Romania e Danimarca.
Il leader della band Glam, con il nome di G'sten, ha partecipato anche alla preselezione del 1998 classificandosi terzo con la canzone Always Will.

## Storia del gruppo
I Wig Wam (da non confondere coi Wigwam, storica band Progressive Rock finlandese) sono originari della Norvegia, più precisamente della contea di Østfold, e si sono formati nel 2001. I membri del gruppo hanno fatto parte di altre band come Dream Police, Artch, Sha-Boom, Ole Evenrud e Alien, o hanno avuto anche una carriera da solisti. I Wig Wam hanno lavorato duro prima di salire in vetta alle classifiche nazionali: hanno iniziato la carriera con numerosi concerti dal vivo attraverso tutto il paese, diventando in breve tempo una delle rock band più famose di Norvegia. I loro fan si chiamano Wig Wamaniacs.
Nel 2004 la band ha pubblicato il suo primo disco intitolato 667 ... The Neighbour Of The Beast, che uscì anche in Svezia. Tra le altre cose l'album contiene la cover di un successo di  Mel C. I Turn to You. Dopo essere scelti per partecipare all'Eurovision Song Contest in Ucraina, i Wig Wam hanno iniziato a pubblicare il loro album in tutta Europa, in una nuova versione chiamata Hard To Be A Rock'n'Roller…In Kiev, che include la hit In My Dreams. Tra gli idoli musicali dei Wig Wam ci sono gruppi come i Kiss e i Dream Police, e artisti come Jimmy Page, Led Zeppelin e Marilyn Monroe.
Dopo l'uscita del singolo Bless The Night il 6 febbraio 2006 è uscito il nuovo singolo Gonna Get You Someday che ha anticipato di un mese il nuovo album Wig Wamania che è uscito in Norvegia il 13 marzo 2006.
Nonostante la loro chiara origine norvegese i Wig Wam si sono inventati una finta storia della band:  il 1º aprile 1970 la band si formò nel Bronx, New York". Negli anni i Wig Wam pubblicarono album come "The Black and Red Album" (1974) e "The Yellow Purple Brown and Black Album" (1975), che vendettero parecchie copie. Nel 1976 come la leggenda vuole i Wig Wam emigrarono in Norvegia, dove iniziarono a fare concerti e a vendere dischi.
Il 22 gennaio 2021, dopo un lungo silenzio, hanno pubblicato l'album Never Say Die.

## Formazione
- Glam (Åge Sten Nilsen) — voce
- Teeny (Trond Holter) — chitarre
- Flash (Bernt Jansen) — basso
- Sporty (Øystein Andersen) — batteria

## Discografia

### Album studio
- 2004 - 667.. The Neighbour Of The Beast
- 2005 - Hard to Be A Rock 'N' Roller
- 2006 - Wig Wamania
- 2010 - Non Stop Rock 'N Roll
- 2012 - Wall Street
- 2021 - Never Say Die
- 2023 - Out of The Dark

### Live
- Rock'n'Roll Revoultion (2005)
- Live in Tokyo (2007)

### Singoli
- Crazy Things* (2004)
- I Turn To You (2004)
- Hard To Be A Rock'n'Roller (2004)
- In My Dreams (2005)
- Bless The Night (2005)
- Gonna Get You Someday (2006)
- Daredevil Heat (2006)
- Bygone Zone (2006)
- At The End Of The Day (2006)
- Do You Wanna Taste It? (2010)
- Wall Street (2012)